# Ásbyrgi

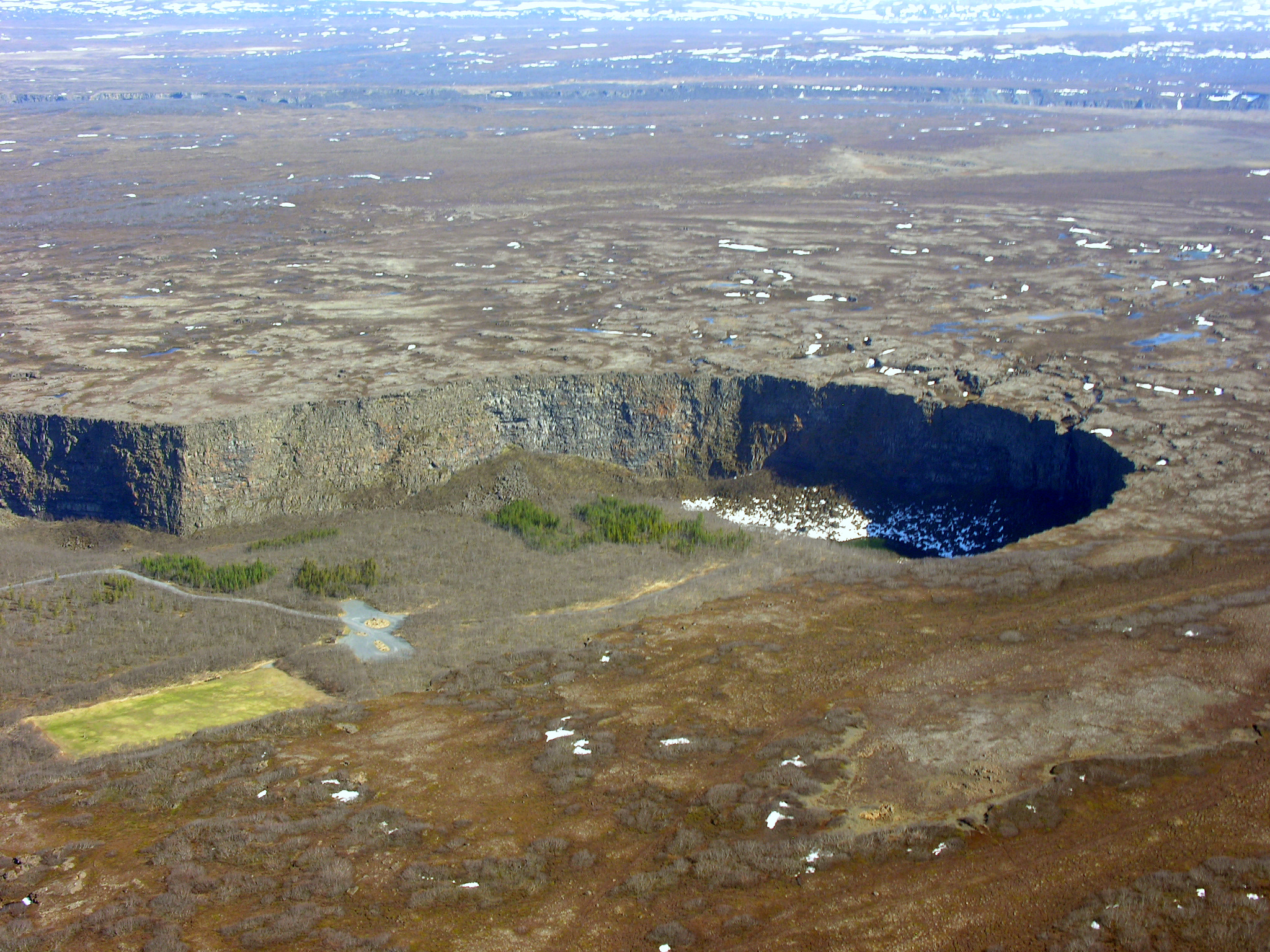
Ásbyrgi

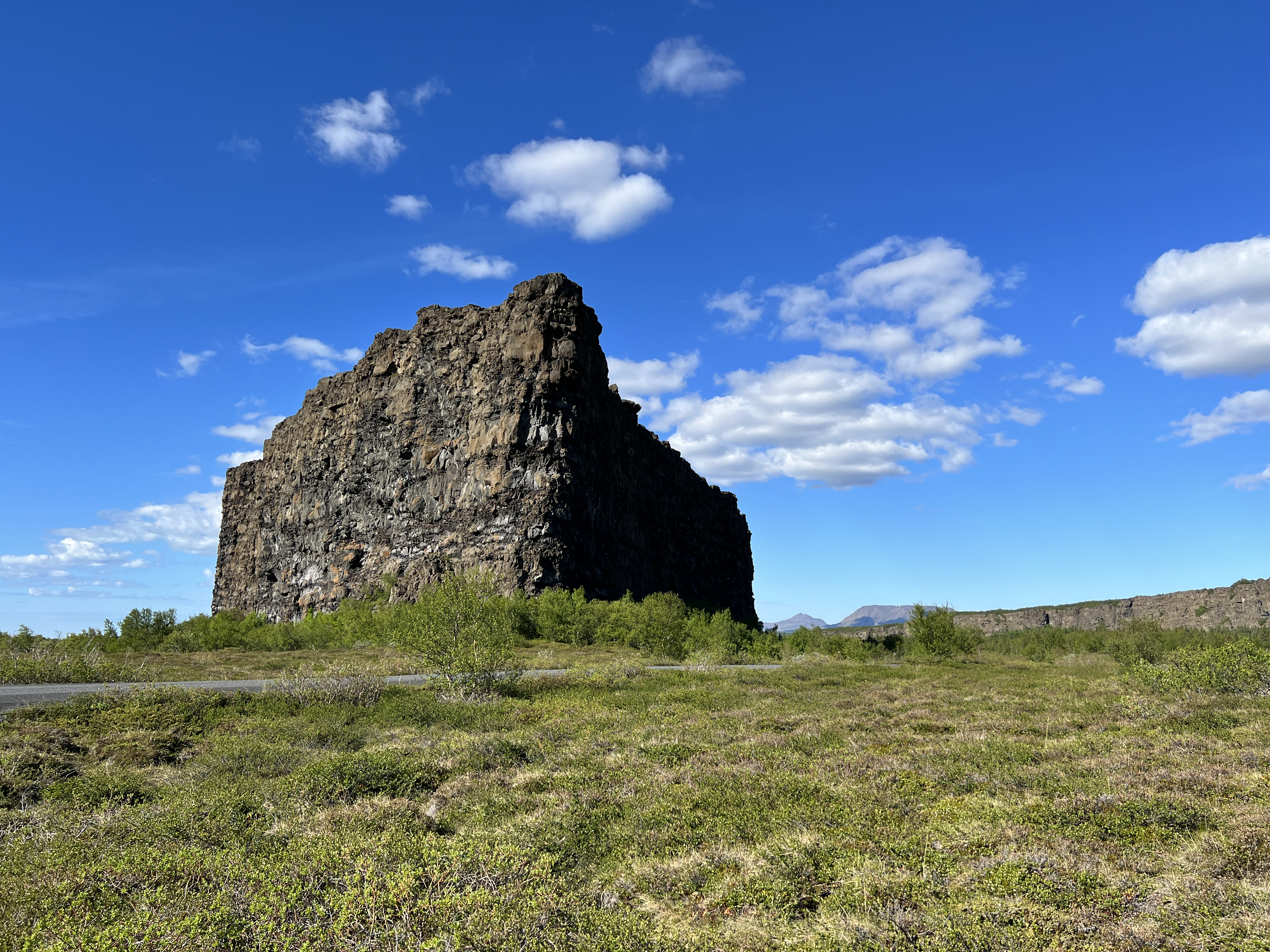
Eyjan (die Insel).

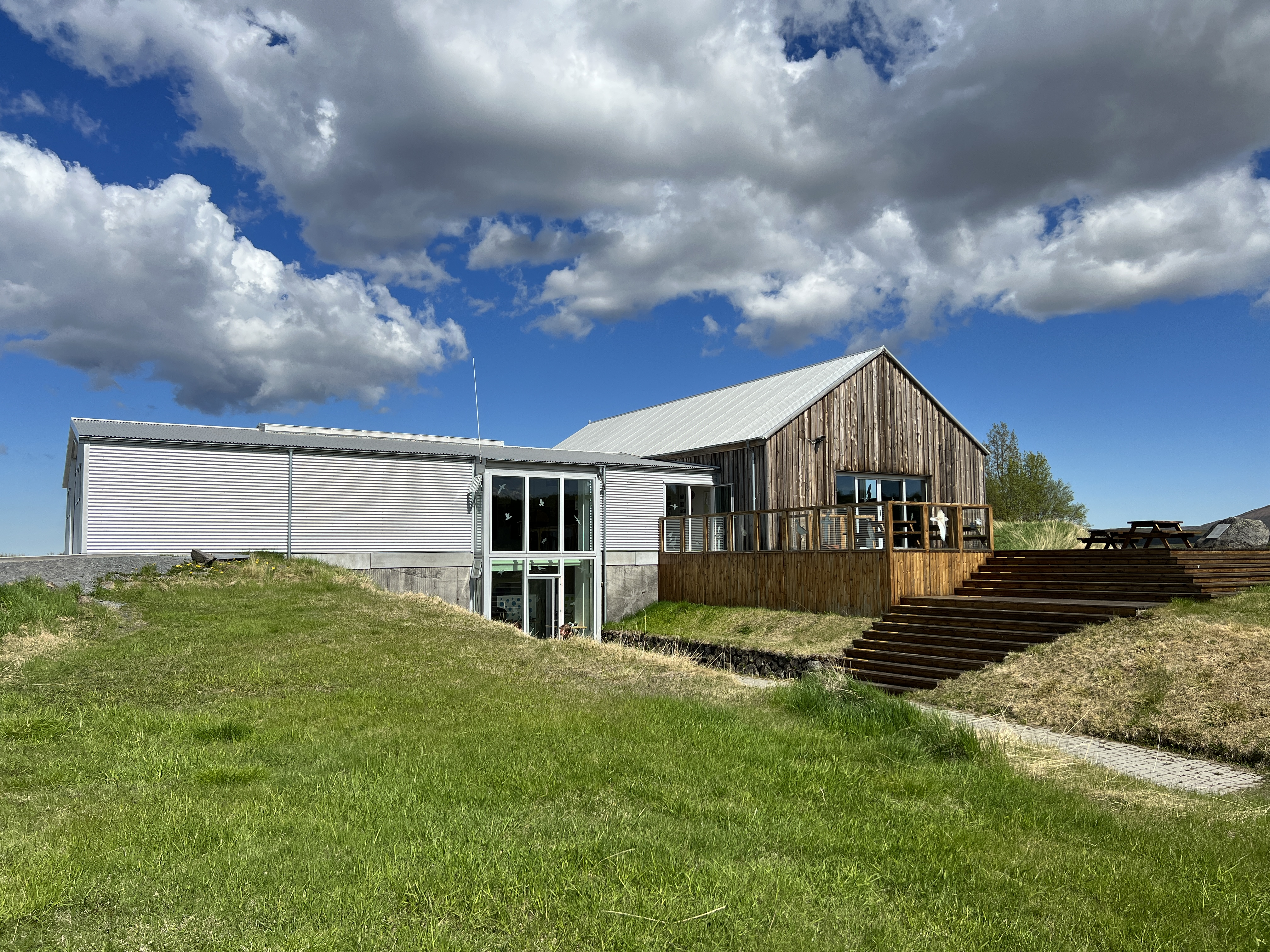
Ásbyrgi-Besucherzentrum.

Die hufeisenförmige Schlucht Ásbyrgi [ˈauspɪrcɪ] in Öxarfjörður ist Teil des Jökulsárgljúfur-Nationalparks in Nordisland. Einst floss hier die Jökulsá á Fjöllum. Diese hat sich inzwischen weiter östlich ein Bett gegraben. Der Eingang zur Schlucht liegt am Diamond Circle und ist Teil des Arctic Coast Way.

## Entstehung

### Geologisch
Nach geologischen Forschungen haben drei besonders starke Gletscherläufe der Schlucht ihre ungewöhnliche Form verliehen. Dies ereignete sich nach Ausbrüchen der Vulkane Kverkfjöll oder Bárðarbunga, die zum Vatnajökull gehören. Der erste Ausbruch fand vor 4000, der zweite vor 3000 und der dritte vor 2500 Jahren statt, wobei der letzte ein Höchstmaß von 200.000 m³/s erreichte (dies entspricht der vierfachen Stärke des Gletscherlaufs der Skeiðará von 1996).
Vor 2000 Jahren verlagerte sich der Fluss dann nach Osten und hinterließ die hufeisenförmige Schlucht Ásbyrgi.

### Mythologisch
Laut der nordischen Mythologie soll Ásbyrgi jedoch ganz anders entstanden sein. Da die Form der Schlucht unweigerlich an ein Hufeisen erinnert, dachten die Isländer, Odins achtbeiniges Pferd Sleipnir habe hier seine Hufe in die Erde gebohrt, was Ásbyrgi auch den Spitznamen „Odins Fußabdruck“ einbrachte.
Der in der isländischen Mythologie omnipräsente und tief verwurzelte Glaube an Elfen, das unsichtbare Volk, erklärt Ásbyrgi zur Elfenhauptstadt. Der Reisende wird vor Ort über eine Tafel darüber informiert, dass sich dort ein großes kulturelles und wirtschaftliches Zentrum der Elfen befindet. Diverse botanische Besonderheiten unterstreichen diesen Eindruck, wie z. B. ein Birkenhain, in welchem die Birken eine silber-graue Rinde haben, entgegen der üblichen weiß-schwarzen.

## Beschreibung

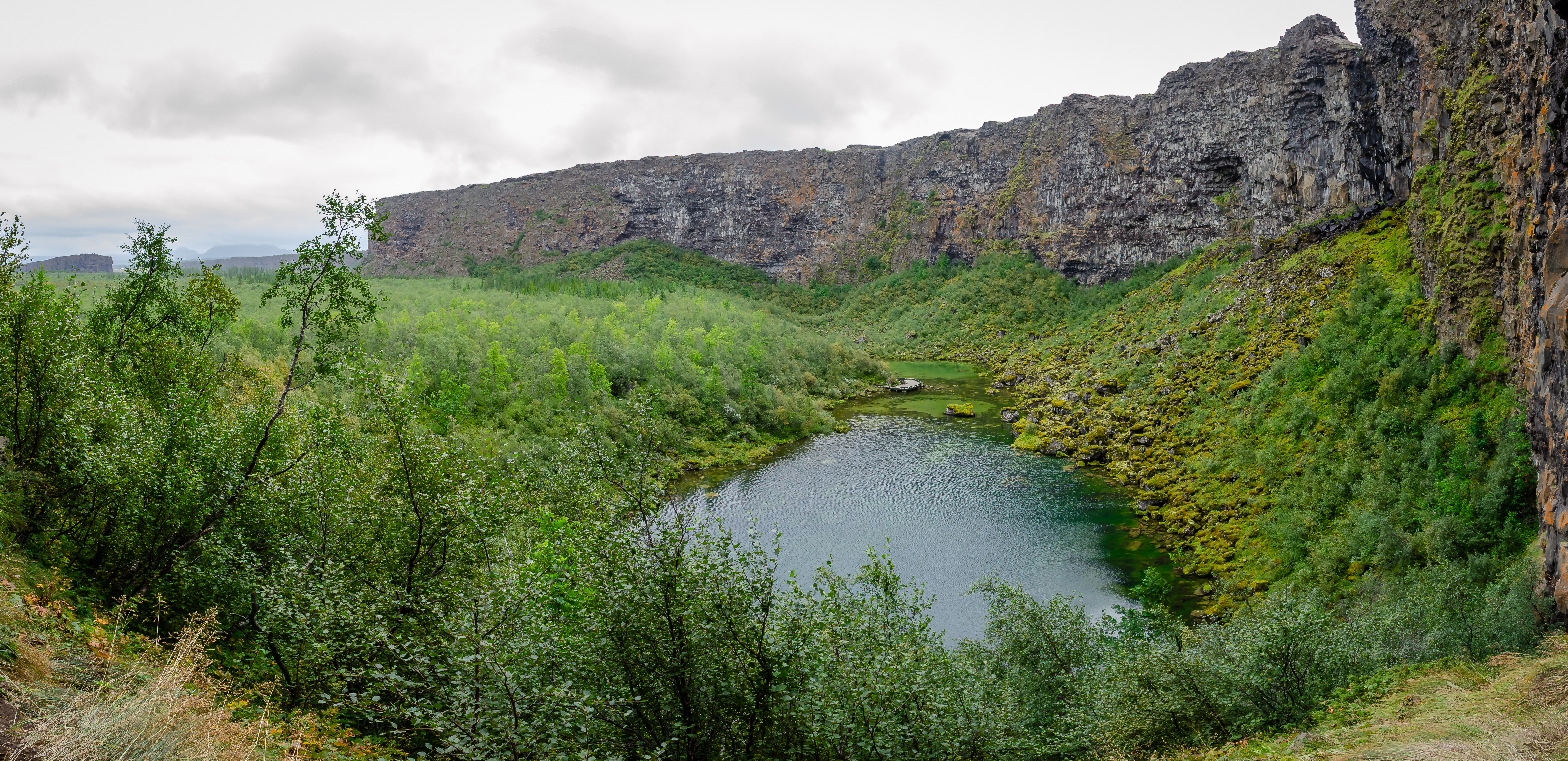
Botnstjörn-See

Am Ende der 3,5 km langen und ca. 1,1 km weiten Schlucht findet man einen kleinen See mit üppiger Entenpopulation. Er wird von einem Rinnsal gespeist, das zumindest im Sommer fast unmerklich von der Steinwand Ásbyrgis tropft. Lediglich nach der Schneeschmelze und nach starken Regenfällen ist dieser Wasserfall (Botnslækjarfoss) deutlich zu sehen. Ein Überbleibsel der Jökulsá á Fjöllum, die einst dort floss.
Außerdem existiert hier ein für Island eher seltenes Mischwäldchen (v. a. Birken, Weiden, Ebereschen und auch Fichten) mit Bäumen, die teilweise über acht Meter hoch reichen. Diese konnten sich aufgrund der geschützten Lage im Inneren der Schlucht sehr gut entwickeln. Dies macht Ásbyrgi auch zu einem Anziehungspunkt für Isländer, da diese gerne bewaldete Urlaubsgebiete besuchen.
Vor dem Eingang zur Schlucht liegt der ca. 25 m hohe Felsen Eyjan (isl. die Insel) in der Ebene. Die Felswände sind, wie auch jene der umgebenden Schlucht, aus Lavaschichten geformt.
Die Ásbyrgischlucht liegt ziemlich entlegen und besitzt daher nur wenig Infrastruktur.
Dennoch gibt es dort einen Campingplatz und einen Golfplatz am Anfang der Schlucht. Ein zweiter Campingplatz im Inneren der Schlucht wurde 2002 geschlossen. Außerdem gibt es ein Besucherzentrum, eine e-Tankstelle, sowie eine Tankstelle mit kleinem Supermarkt und Fast-Food-Imbiss.

## Geologie
Vor ca. 12.000-11.000 Jahren floss Lava aus dem Krater Stóravíti aus. Der Ausbruch dauerte über mehrere Jahrhunderte an und umfasste einige Inaktivitätsphasen. Die Lava dieser Eruption floss über die gesamte Kelduhverfi-Gegend. Die Felswände der Ásbyrgi Schlucht sind aus diesen Lavaflüssen entstanden. Die flachen Lavaschichten sind an den bis zu 100 m hohen Felswänden gut erkennbar. 
Die geologische Geschichte der Ásbyrgi Schlucht ist einzigartig. Derzeit wird angenommen, dass gewaltige Gletscherläufe die Schlucht ausgehoben haben. Gletscherläufe entstehen, wenn große Mengen an Schmelzwasser plötzlich ausbrechen (beispielsweise aufgrund von Moränendamm- oder Eisdammbrüchen). Diese Theorie stützt sich auf die Analyse der Ascheschichten in der Gegend über der Ásbyrgi Schlucht. In den vergangenen Jahren wurde eine weitere Theorie hervorgebracht, die besagt, dass Ásbyrgi unter dem Gletschereis der letzten Eiszeit geformt wurde. Diese Theorie wird von Gletscherschliffspuren (Detersion oder Kritzung) gestützt, die mit der Bewegung von Gletschern assoziiert werden. Katastrophale Gletscherläufe, wie oben skizziert, hätten diese Spuren mit großer Wahrscheinlichkeit weggewaschen.

## Fauna
An den Felswänden der Schlucht nisten arktische Sturmvögel und Gerfalken, während viele andere Vögel den Wald und die Wiesen bevorzugen.
Unter zahlreichen anderen, können folgende Vogelarten in Ásbyrgi gesichtet werden: Spatelente (Bucephala islandica), Odinshühnchen (Phalaropus lobatus), Pfeifente (Mareca penelope), Stockente (Anas platyrhynchos), Eistaucher (Gavia immer), Sterntaucher (Gavia stellata), Ohrentaucher (Podiceps auritus), Eissturmvogel (Fulmarus glacialis), Gerfalken (Falco rusticolus), Schmarotzerraubmöwe (Stercorarius parasiticus), Küstenseeschwalbe (Sterna paradisaea), Kurzschnabelgans (Anser brachyrhynchus), Sumpfohreule (Asio flammeus), Schneehuhn (Lagopus muta), Rotdrossel (Turdus iliacus), Zaunkönig (Troglodytes troglodytes), Birkenzeisig (Carduelis flammea), Steinschmätzer (Oenanthe Oenanthe), Kolkraben (Corvus corax), Schneeammer (Plectrophenax nivalis), Goldregenpfeifer (pluvialis apricaria).
Einige Vogelarten können das ganze Jahr über beobachtet werden. Der Frühjahrszug erreicht in Ásbyrgi ca. im Mai seinen Höhepunkt. Darauf folgt die Brutzeit, in der Gäste des Nationalparks gebeten werden besonders Rücksicht zu nehmen. Zugvögel verlassen das Gebiet bis circa Ende Oktober.
Ásbyrgi und das Jökulsárgljúfurgebiet im Allgemeinen sind eines der wichtigsten Habitate der Gerfalken in Island. Der Gerfalke wird auch der König der Schlucht genannt. Der Raubvogel ist ein guter, schneller und wendiger Flieger. Er ernährt sich vor allem von Schneehühnern, weswegen die Anzahl der Gerfalken eng mit jener der Schneehühner verbunden ist.
Auch der Polarfuchs kann gelegentlich in Ásbyrgi beobachtet werden. Er ist außerdem der Namenspatron des angrenzenden Gebietes Melrakkaslétta (Ebene der Polarfüchse), einer Halbinsel im Nordosten Islands. 

## Geschichte der Landbearbeitung
Laut Überlieferungen war Ás in Kelduhverfi für viele Jahrhunderte ein fruchtbares Landgut. Gewaltige Fluten der Jökulsá a Fjöllum zerstörten im 17. Und 18. Jahrhundert das Weideland und damit die florierende Landwirtschaft. Im Jahr 1928 kaufte die isländische Forstorganisation Ásbyrgi und begann mit der Aufforstung im Inneren der Schlucht.
Wie auch in der Ausstellung im Besucherzentrum erfahren werden kann, wird der Wald wird in Island kontrovers diskutiert, da er mit zunehmendem Wachstum Spuren der Landschaftsgeschichte verdeckt.